# Trama de puntos en las artes gráficas

Ejemplo de trama de puntos en un retrato de Iósif Stalin.

La trama de puntos con la cual se logran los degradados de color en los trabajos realizados en la imprenta actual fue un descubrimiento del ilustrador e impresor estadounidense Benjamín Day (1838-1916) quien buscaba un método para trabajar las luces y sombras en sus impresos. Su padre había sido el fundador del periódico “Sun” de Nueva York, hecho que quizá influyó en la elección de su carrera. Day había estudiado en París, pero a los veinticinco años regresó a Nueva York para hacer ilustraciones para «Harper's» y otras publicaciones. En aquella época, las ilustraciones se hacían en madera, a la aguada y a lápiz, y se grababan a mano. A finales de los años 1870 se empezó a usar el «fotograbado» para reproducir dibujos a lápiz. Ben Day fue uno de los primeros ilustradores comerciales en aplicarlo con éxito, y su taller se hizo famoso. Hacia 1878 inventó un método para colorear dibujos que posteriormente se conoció en todo el mundo con el nombre de «Método de sombreado rápido Ben Day».
En 1916 la revista «Scientific American» describió este procedimiento para adaptar una imagen dibujada al proceso de impresión industrial en la necrología de Day: «El principio de este invento es una película transparente de gelatina sujeta a un bastidor; la película es lisa por un lado y por el otro tiene líneas, punteados o texturas en relieve. La parte del «relieve» se entinta con un rodillo de pasta de impresor mientras la película se sostiene con una almohadilla de entintar de franela, inventada con este fin. Se pone la película entintada de este modo (el entintado hacia abajo) sobre el dibujo perfilado en metal, piedra o cartón, que es visible a través de la película transparente. Al hacer presión sobre el dorso de la película con un punzón o un rodillo de goma, se pasan las partes deseadas del modelo entintado de la película al dibujo.
En el método de Ben Day las diferentes partes de una imagen eran concebidas como secciones perfiladas que podían rellenarse con pequeñas formas geométricas regulares. Según parece, esta separación de un objeto de su composición de superficie requiere un gran potencial de abstracción, ya que se trabaja con dos niveles de percepción para la misma imagen. Sin embargo Ben Day no hizo este descubrimiento en solitario, simplemente encontró una aplicación industrial a los principios ópticos que habían descubierto durante el siglo XIX teóricos del color como el Dr. Jean Mile, John Ruskin y Michel-Eugene Chevreul -la obra de estos teóricos también repercutió en los pintores europeos de la época-. Ben Day debió sentir sobre todo la influencia de la “Grammaire des arts du dessin” (París, 1867) de Charles Blanc, quien presenta una posible mezcla óptica de colores en forma de puntos o estrellas sobre un fondo claro.
En los años 1950 y '60 este sistema se instala de forma definitiva en las artes gráficas a través de las revistas de cómics impresas en papel de pulpa que usaron puntos bendéi para crear veladuras de color y sombreados de una manera económica. El artista plástico Roy Lichtenstein basó parte de su obra –los cuadros más famosos- en estas revistas de cómics, quizá como un velado homenaje a Benjamín Day.